# Ellen Meske
Ellen Meske (Los Angeles, 26 mei 1952) is een Amerikaanse regisseur van animatiefilms, een illustratrice en storyboardtekenaar. Zij is werkzaam in Nederland. Haar bekendste films zijn The Inflatable Alphabet, de serie Schoon genoeg! en Capriccio. In de jaren ’80 maakte ze ook strips voor de Nederlandse krant Trouw. Vanaf de jaren ’90 werkte ze als regisseur in animatiestudio’s zoals Cosgrove Hall Films. Daarnaast was ze werkzaam als docent en adviseur en was ze jurylid bij verschillende filmfestivals.

## Biografie
Ellen Meske is geboren op 26 mei 1952 in Los Angeles. Ze studeerde aan de Los Angeles College of Design. In 1974 behaalde ze haar bachelor voor fine arts aan de Universiteit van Californië in Santa Cruz. In de VS werkte ze vooral als grafisch vormgever en illustratrice. In 1977 verhuisde ze naar Nederland. Daar studeerde ze aan de Vrije Academie Psychopolis in Den Haag (1977-1979) waar ze geïnspireerd raakte door het werk van animatoren Paul Driessen en Hans Nassenstein. Ze leerde daar ook animatieproducent Nico Crama kennen. In de jaren daarna maakte ze zowel vrije films als werk in opdracht. Haar films werden vertoond op diverse filmfestivals en uitgezonden op de Nederlandse televisie. Opdrachtgevers waren onder andere Nederlandse televisiezenders als de NOS, Teleac, de VPRO en de NCRV en de internationale televisiezender MTV.

## Animatie

### Animatiefilms – vrije producties
Geïnspireerd door de animators die werkten op de Vrije Academie Psychopolis in Den Haag maakte ze in 1979 haar eerste film The Inflatable Alphabet, geproduceerd door Nico Crama. Voor deze film maakte ze gebruik van tekeningen op papier. Verder werkte ze als assistent van de animatoren Monique Renault en Hans Nassenstein. Met Monique Renault maakte ze twee films (cel animatie) over de vrouwenemancipatie: Nomine domine (1982) en Lang leve de seksuele revolutie! (1983). Haar klei-animatiefilm Capriccio (1995) werd wederom geproduceerd door Nico Crama. Voor deze film won ze de Best of 97 Award op het Festival du Dessin Animé in Brussel, België. De film werd ook genomineerd voor de Cartoon d’or 1996.

### Animatie films in opdracht
In 1982 maakte Ellen Meske twaalf instructiefilmpjes over ergonomie van elk veertig seconden in opdracht van Teleac (cel animatie). Toen ze in 1988 de opdracht kreeg films te maken over emancipatie, ging ze zich toeleggen op klei-animatie. Dit werd de serie Schoon genoeg!. Deze serie bevat vijf afleveringen: Op tilt, Overkoken, Schoon genoeg!, Gelijk oversteken en Ingewikkeld. Met deze films won Ellen Meske de Prix du Canal Plus, de prijs voor beste educatieve film op het HAFF en ontving ze een mention spéciale Montreal. Het succes van Schoon genoeg! leidde tot meer opdrachten voor klei-animatie. Zo maakte Meske in 1989 voor een reclame voor CVI computers (geproduceerd door de Toonder Studio), een klei-animatiesequentie. De commercial ontving een SAM award (categorie industrial activities) op het SAM festival in Nederland. Ze maakte ook een dertig seconden durende commercial My Way (productie Baas & van Haastrecht) in 1991. In hetzelfde jaar maakte ze in opdracht van MTV een spot, getiteld Hot Licks. Deze werd finalist in de competitie van LA International Animation Celebration.

### Kinderseries voor televisie
In 1980 verscheen de jeugdserie De fluit en de Bombardon op televisie (acht afleveringen van tien minuten; NCRV) met animaties van Ellen Meske. De serie was een verfilming van een boek van Rita Törnqvist-Verschuur waarvoor Meske ook al de illustraties verzorgde. Voor de serie maakte Meske gebruik van cut-out animatie. In 1984 maakte Ellen Meske samen met Monique Renault een serie over animatie gemaakt door kinderen, getiteld De tekenfilmclub. De serie werd uitgezonden door de VPRO en bevatte tien afleveringen van elk acht minuten en is een combinatie van live action en animatie.
Vanaf eind jaren negentig begon Ellen Meske te werken in filmstudio’s als regisseur van kinderseries voor televisie. Hierbij maakte ze de storyboards en coördineerde ze een (post-)productieteam. In 1996 werd ze hoofd van een team in het productiebedrijf Cosgrove Hall Films in Manchester, Groot-Brittannië. Daar werkte ze aan verschillende animatieseries voor kinderen. Zo maakte ze in 1996 dertien afleveringen van tien minuten van Oakie Doke (series II), uitgezonden op de BBC. In 1997-1999 werkte ze aan 26 afleveringen van tien minuten van de serie Animal Shelf (series I-II), uitgezonden door ITV. Ook voor andere studio’s in Nederland en Duitsland ging ze regiewerk doen. Voor het Nederlandse Palm Plus Media werkte ze aan 56 afleveringen van vijf minuten van de serie Miffy and Friends (series I-IV) in 2003-2004, gebaseerd op de boeken van Dick Bruna over het figuurtje Nijntje. Voor het Duitse productiebedrijf Scopas Medien AG werkte ze aan tien afleveringen van twaalf minuten van de serie Dragon (series III), uitgezonden door de ZDF.

### Storyboards
Tussen 1999 en 2012 was Ellen Meske actief als ontwerpster van storyboards voor verschillende animatieproducties voor kinderen in Groot-Brittannië en Nederland. In 1999 tekende ze de storyboards voor de Brits geproduceerde kindertelevisieseries Bob the Builder en Rubber Dubbers (Hot Animation en de BBC), Rotten Ralph (Italtoons and Tooncan Productions Inc. en de BBC; animaties door Cosgrove Hall Films Ltd.), Andy Pandy (Cosgrove Hall Films en de BBC) en Postman Pat (Entertainment Rights, Cosgrove Hall Films en de BBC). In Nederland ontwierp ze in 2010-1011 de storyboards voor 26 afleveringen van de tekenfilmserie Woezel en Pip (il Luster Productions, Dromenjager Media en de KRO). In 2012 maakte ze de storyboards voor de langspeelfilm Pim en Pom, het grote avontuur (Pim Pom BV), gebaseerd op de tekeningen van de Nederlandse illustratrice Fiep Westendorp.

## Illustraties en strips
Ellen Meske maakte ook illustraties voor o.a. de Kinderkrant, het emancipatieproject Vrek (in Amsterdam), het tijdschrift Serpentine en Trouw. In 1980 illustreerde ze het boek De fluit en de Bombardon (Ploegsma, 1980) van Rita Törnqvist-Verschuur. Voor uitgeverij Sara illustreerde ze diverse informatiebrochures voor vrouwen (1981-1983).
Voor de jeugdpagina Zanzibar van de Nederlandse krant Trouw maakte Ellen Meske de strips De wilde vaart van de Vlotter (1983-1984), over een groep kinderen die op een zelfgemaakt vlot de wereld verkennen en allemaal avonturen beleven. De strips Merik de meeuw (1984-1986) en Merik’s wereldreis (1987) gingen over een sarcastische zeemeeuw, een van de personages uit De wilde vaart van de Vlotter.

## Overige werkzaamheden
Vanaf de jaren negentig was Ellen Meske als docent en adviseur verbonden aan verschillende projecten en organisaties. Zo was zij gastdocent animatie op de Academie voor de schone kunsten in Rotterdam (1994 en 2002), aan het Kinderfilmfest, Children’s Palace in Tokyo, Japan (1998) en op het Nederlands Instituut voor Animatiefilm (het Niaf) in Tilburg (2008). Ze gaf animatieworkshops in pixillation in Lazannec, (Bretagne, Frankrijk) en Filmographo (Porto, Portugal) in 1994. Ze adviseerde animatoren op het Niaf in 1994 en 2001. Tussen 2003 en 2007 adviseerde ze het Nederlands Filmfonds met betrekking tot het verstrekken van subsidies aan animatiefilms. Aan de St Joost Academie in Breda adviseerde ze, in 2006, vierdejaarsstudenten. Productiebedrijf Pedri Animations adviseerde ze in 2008 met betrekking tot onafhankelijke projecten.
Ellen Meske was ook jurylid bij verschillende filmfestivals. In 1994 was ze jurylid voor de competitie studentenfilms voor het Holland Animation Film Festival (het HAFF) en voor de internationale competitie van het Ottawa International Film Festival. In 2005 jureerde ze voor het Cinanima International Animated Film Festival in Portugal. In 2012 was ze jurylid voor animatie op het Euganea Film Festival in Italië.

## Filmografie
- The Inflatable Alphabet (1979), regie & animatie Ellen Meske
- Borderline 1 & 2 (1981), regie & animatie Ellen Meske en Monique Renault
- In nomine domini (1982), regie & animatie Ellen Meske en Monique Renault
- Ergonomie (1982), regie & animatie Ellen Meske
- Lang leve de seksuele revolutie! (1983), regie & animatie Ellen Meske en Monique Renault
- De tekenfilmclub (1984), regie & Ellen Meske en Monique Renault
- Schoon genoeg! (1988), regie & animatie Ellen Meske
- Gelijk oversteken (1988), regie & animatie Ellen Meske
- Ingewikkeld! (1988), regie & animatie Ellen Meske
- Op tilt (1988), regie & animatie Ellen Meske
- Overkoken (1988), regie & animatie Ellen Meske
- Clay Computers CIV (1989), animatie Ellen Meske
- My Way (1991), animatie Ellen Meske
- Hot Licks (1991), regie & animatie Ellen Meske
- Capriccio (1995), regie & animatie Ellen Meske

## Andere bronnen
"Geanimeerde gesprekken: Interviews met animatiefilmers" (Niaf, 2006) door Hans Walther, p. 233-240.